# خلیج مکزیک
خلیج مکزیک (به انگلیسی: Gulf of Mexico) (به اسپانیایی: Golfo de México)، یک حوضهٔ اقیانوسی است که بیشتر آن توسط قارهٔ آمریکای شمالی و آمریکای مرکزی احاطه شده است. این خلیج در شمال‌غرب شمال و شمال‌شرق به سواحل خلیجی ایالات متحده محدود است، در جنوب‌غرب و جنوب به مکزیک، و در جنوب شرق به کشور کوبا منتهی می‌شود. ایالت‌های تگزاس، لویزیانا، میسیسیپی، آلاباما، و فلوریدای ایالات متحدهٔ آمریکا در شمال خلیج هم‌مرز می‌باشند که معمولاً در کنار سواحل شرقی اقیانوس اطلس و سواحل غربی اقیانوس آرام، ساحل سوم نامیده می‌شود و گاهی در مجاورت نواحی دریاچه‌های بزرگ که ساحل شمالی خوانده می‌شوند ساحل جنوبی خوانده می‌شود.
خلیج مکزیک در حدود ۳۰۰ میلیون سال پیش به هنگام زمین‌ساخت صفحه‌ای شکل گرفت. شکل این حوضه تقریباً بیضی شکل با عرض تقریبی ۸۱۰ مایل دریایی (۱٬۵۰۰ کیلومتر؛ ۹۳۰ مایل) می‌باشد. این خلیج از طریق تنگهٔ فلوریدا میان ایالات متحده و کوبا و توسط دریای کارائیب بین مکزیک و کوبا به اقیانوس اطلس متصل می‌شود. با اتصالی بسیار کوچک به اقیانوس اطلس این خلیج جزر و مد بسیار کمی را تجربه می‌کند. مساحت خلیج مکزیک در حدود ۱٫۶ میلیون کیلومتر مربع می‌باشد. این خلیج مقدار آبی معادل ۲ میلیون و ۴۰۰ هزار کیلومتر مکعب را در خود جای داده است.

## نام‌گذاری
نام خلیج از مکزیکا، اصطلاح ناواتل برای آزتک‌ها گرفته شده است. اگرچه هیچ پروتکل رسمی در مورد نام‌گذاری عمومی آب‌های بین‌المللی وجود ندارد، خلیج مکزیک به‌طور رسمی توسط سازمان آب‌نگاری بین‌المللی به رسمیت شناخته شده است، که به دنبال استانداردسازی نام ویژگی‌های دریایی بین‌المللی برای اهداف معین است و هر سه کشور مجاور خلیج را به عنوان کشورهای عضو در نظر می‌گیرد.
نقشه‌های اوایل قرن شانزدهم توسط خوان د لا کوزا و مارتین والدسیمولر خلیج را به تصویر می‌کشیدند، هرچند آن را بدون برچسب رها کردند. نقشه ۱۵۸۴ توسط آبراهام اورتلیوس آن را به عنوان «دریای شمال» (Mare de Nort) نامگذاری کرد. ارنان کورتس نیز آن را با این نام (به اسپانیایی: Mar del Norte) در ارسال‌های خود نامیده است، در حالی که سایر کاوشگران اسپانیایی آن را «خلیج فلوریدا» (Golfo de Florida) یا «خلیج کورتیس» (Golfo de Cortés) نامیده‌اند. دیگر نقشه‌های اروپایی اولیه آن را «خلیج سنت مایکل» (لاتین: Sinus S. Michaelis)، «خلیج یوکاتان» (Golfo de Iucatan), «دریای یوکاتان» (Mare Iuchatanicum)، «خلیج بزرگ آنتیل» (Sinus Magnus Antillarum)، «دریای خطای» (Mare Cathaynum)، و «خلیج اسپانیای نو» (اسپانیایی: Golfo de Nueva España). در یک نقطه، اسپانیای نو خلیج را احاطه کرد، با اسپانیای اصلی به سمت جنوب شرقی ایالات متحده فعلی گسترش یافت.
نام «خلیج مکزیک» (به اسپانیایی: golfo de México؛ فرانسوی: golphe du Mexique، بعدها golfe du Mexique) برای اولین بار در نقشه جهان در سال ۱۵۵۰ و یک گزارش تاریخی در سال ۱۵۵۲ ظاهر شد. این نام رایج‌ترین نام از اواسط قرن هفدهم بوده است، که هنوز یک اسپانیایی بود. یسوعیان فرانسوی از این نام در سال ۱۶۷۲ استفاده کردند. در قرن هجدهم، نمودارهای دریاسالاری اسپانیا به‌طور مشابه این خلیج را به عنوان «آواز مکزیکی» یا «صدای مکزیکی» (Ensenada Mexicana یا Seno Mexicano) نامگذاری کردند. تا زمانی که جمهوری تگزاس در سال ۱۸۳۶ از مکزیک جدا شد، مرزهای ساحلی مکزیک به سمت شرق در امتداد خلیج تا لوئیزیانای امروزی گسترش یافت.

### خلیج آمریکا
در سال ۲۰۲۵، دونالد ترامپ، رئیس‌جمهور ایالات متحده، فرمان اجرایی ۱۴۱۷۲ را امضا کرد که به وزیر کشور دستور داد تا نام خلیج آمریکا را بپذیرد و منطقه ای از فلات قاره ایالات متحده را «تا مرز دریا با مکزیک و کوبا» مشخص کند. این نام قبلاً به صورت طنز استفاده شده بود، از جمله در گزارش کلبر در سال ۲۰۱۰ و همچنین یک لایحه طنز در سال ۲۰۱۲ توسط استیو هالند، قانونگذار می‌سی‌سی‌پی.
وزارت کشور تأیید کرد که نام خلیج آمریکا برای آژانس‌های فدرال ایالات متحده در ۲۴ ژانویه مؤثر بوده است، اگرچه این تغییر در زمینه بین‌المللی اعمال نمی‌شود. ارگان‌ها و رسانه‌های مختلف به این اقدام فدرال واکنش نشان دادند و اکثر آنها گفتند که استفاده رایج غالب خواهد شد. گوگل مپس برنامه‌ریزی کرده است تا نام نمایش داده شده برای خلیج را بر اساس مکان کاربر تغییر دهد.

## نگارخانه

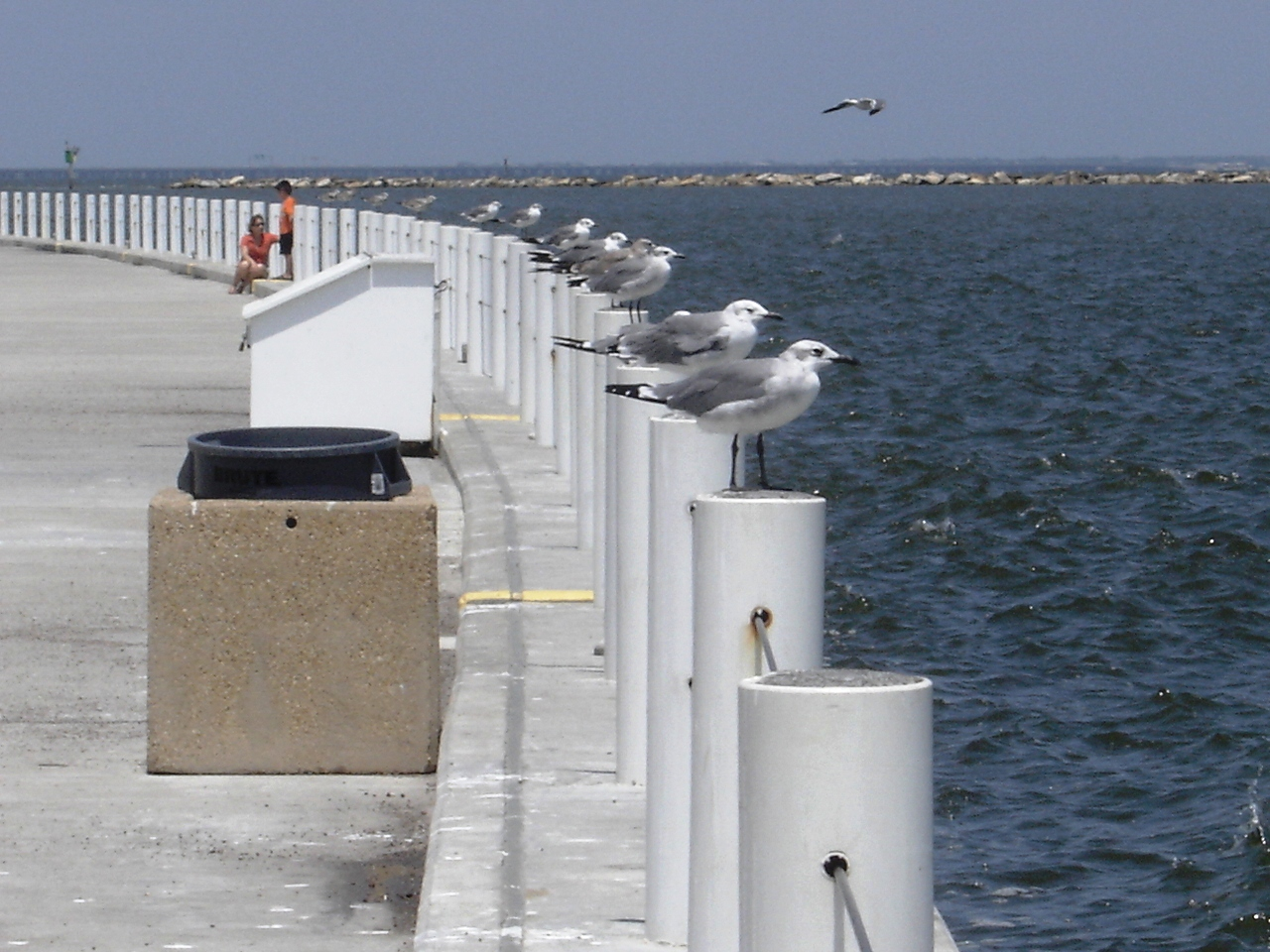
بندر شهر کورپوس کریستی.
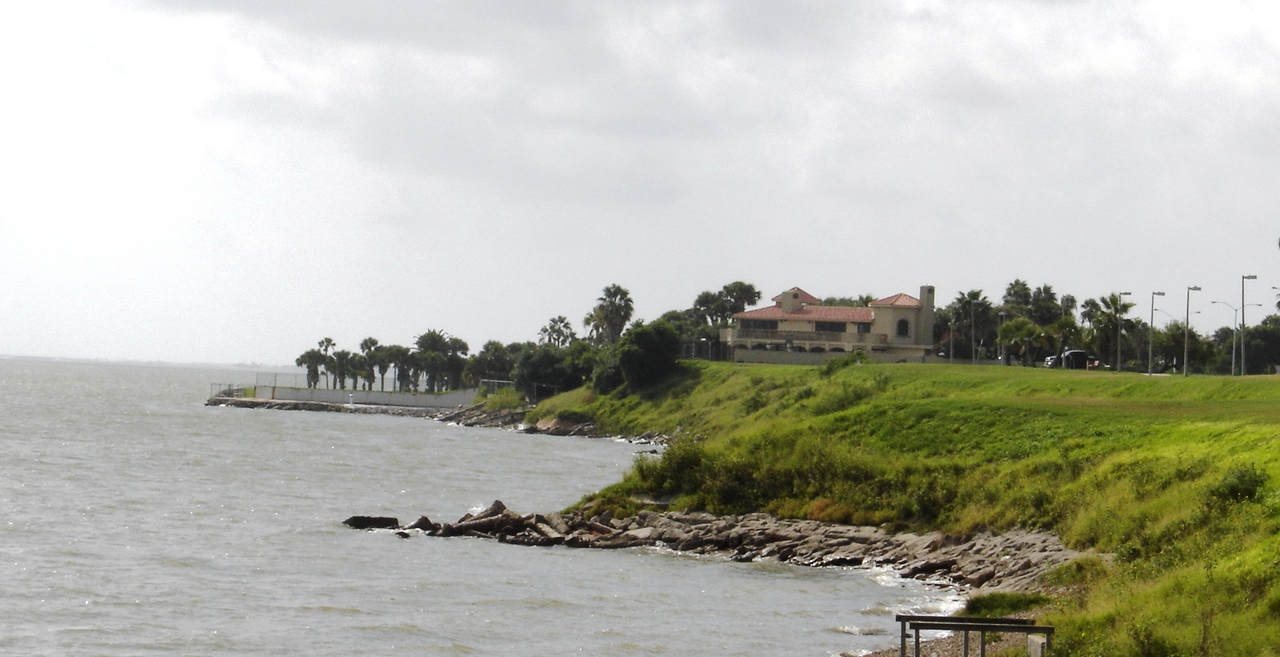
سواحل تگزاس.